# Anjos do Sol
Anjos do sol é um filme brasileiro que trata sobre a exploração sexual comercial de crianças e adolescentes. É o primeiro filme de Rudi "Foguinho" Lagemann.
Logo em sua primeira sessão pública, realizada durante o Miami International Film Festival, arrematou o prêmio do júri popular para Melhor Longa de Ficção Ibero-Americano.
No elenco estão, entre outros, Antonio Calloni, Vera Holtz, Chico Diaz, Roberta Santiago, Otávio Augusto, Mary Sheyla, Darlene Glória (no papel da cafetina Vera), Bianca Comparato e a estreante Fernanda Carvalho, a protagonista, que tinha apenas onze anos na época das filmagens.
A trilha sonora original conta com composições do gaúcho Flu, Felipe Radicetti e de Nervoso. Lançamento no Brasil em 18 de agosto de 2006 e nos Estados Unidos (Nova Iorque) em 11 de agosto de 2006.

## Sinopse
Anjos do Sol conta a saga da menina chamada Maria, de quase doze anos, que no verão de 2002 é vendida pela família, que vive no interior do Maranhão, a um recrutador de prostitutas, imaginando que a garota estaria indo viver em um local melhor que vivia, pois não sabiam que se tratava exatamente o recrutamento.

## Prêmios
Festival de Gramado
- Melhor Ator - Antonio Calloni (Venceu)
- Melhor Edição - Leo Alves, Felipe Lacerda, Rudi Lagemann (Venceu)
- Melhor Filme - Rudi Lagemann (Venceu)
- Melhor Roteiro - Rudi Lagemann (Venceu)
- Melhor Atriz Coadjuvante - Mary Sheila (Venceu)
- Melhor Ator Coadjuvante - Otávio Augusto (Venceu)
- Melhor Atriz - Fernanda Carvalho (Indicada)

Festival de Cine Iberoamericano de Huelva
- Cólon de Ouro - Rudi Lagemann (Indicado)''

Prêmio Contigo!
- Melhor Ator Coadjuvante - Antonio Calloni (Venceu)
- Melhor Atriz - Fernanda Carvalho (Indicada)
- Melhor Filme (Indicado)

* Prêmio ACIE de Cinema (Associação de Correspondentes de Imprensa Estrangeira do Brasil)
- Melhor Ator - Antonio Calloni (venceu)
- Melhor Atriz - Fernanda Carvalho (indicada)

Prêmio Qualidade Brasil
- Melhor Ator - Antonio Calloni (Indicado)
- Melhor Atriz - Vera Holtz (Indicada)
- Melhor Diretor - Rudi Lagemann (Indicado)
- Melhor Filme (Indicado)
- Melhor Ator Coadjuvante - Otávio Augusto (Indicado)
- Melhor Atriz Coadjuvante - Bianca Comparato (Indicada)
- Melhor Atriz Coadjuvante - Mary Sheila (Indicada)